# Tournoi masculin de basket-ball aux Jeux olympiques d'été de 2024
 (août 2024).
Cet article traite de l'épreuve masculine. Pour la compétition féminine, voir Tournoi féminin de basket-ball aux Jeux olympiques d'été de 2024.
Navigation
Tokyo 2020 Los Angeles 2028
Le tournoi masculin de basket-ball aux Jeux olympiques d'été de 2024 se tient à Paris, en France, du 27 juillet au 10 août 2024. La phase préliminaire se tient à Villeneuve d'Ascq au Stade Pierre-Mauroy.

## Préparation de l'événement

### Lieu de la compétition
| \| Paris Villeneuve-d'Ascq \| Localisation des villes de Paris et Villeneuve-d'Ascq. |
| Paris Villeneuve-d'Ascq                                                              |

Les phases préliminaires des tournois de basket-ball à cinq ont lieu au Stade Pierre-Mauroy à Lille ; les phases finales se disputent au Palais omnisports de Paris-Bercy, nommé Arena Bercy à l'occasion des Jeux. Cette salle multi-fonctions de 15 000 places est également appelée POPB ou Accor Arena à la suite d'un accord de naming. Elle accueille les épreuves de gymnastique artistique, de trampoline, ainsi que le basket fauteuil aux Jeux paralympiques.

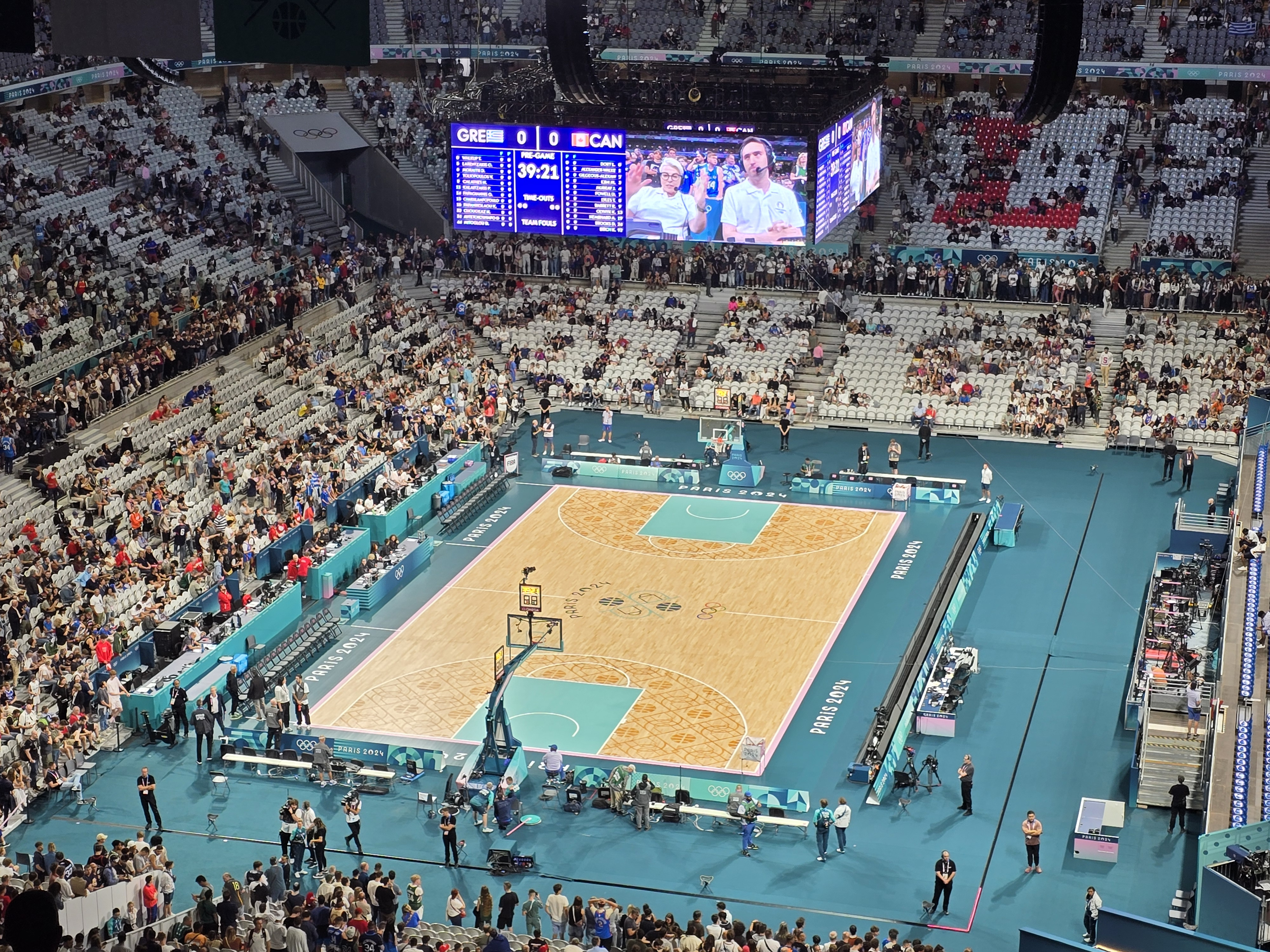
Le stade Pierre-Mauroy en configuration basket.
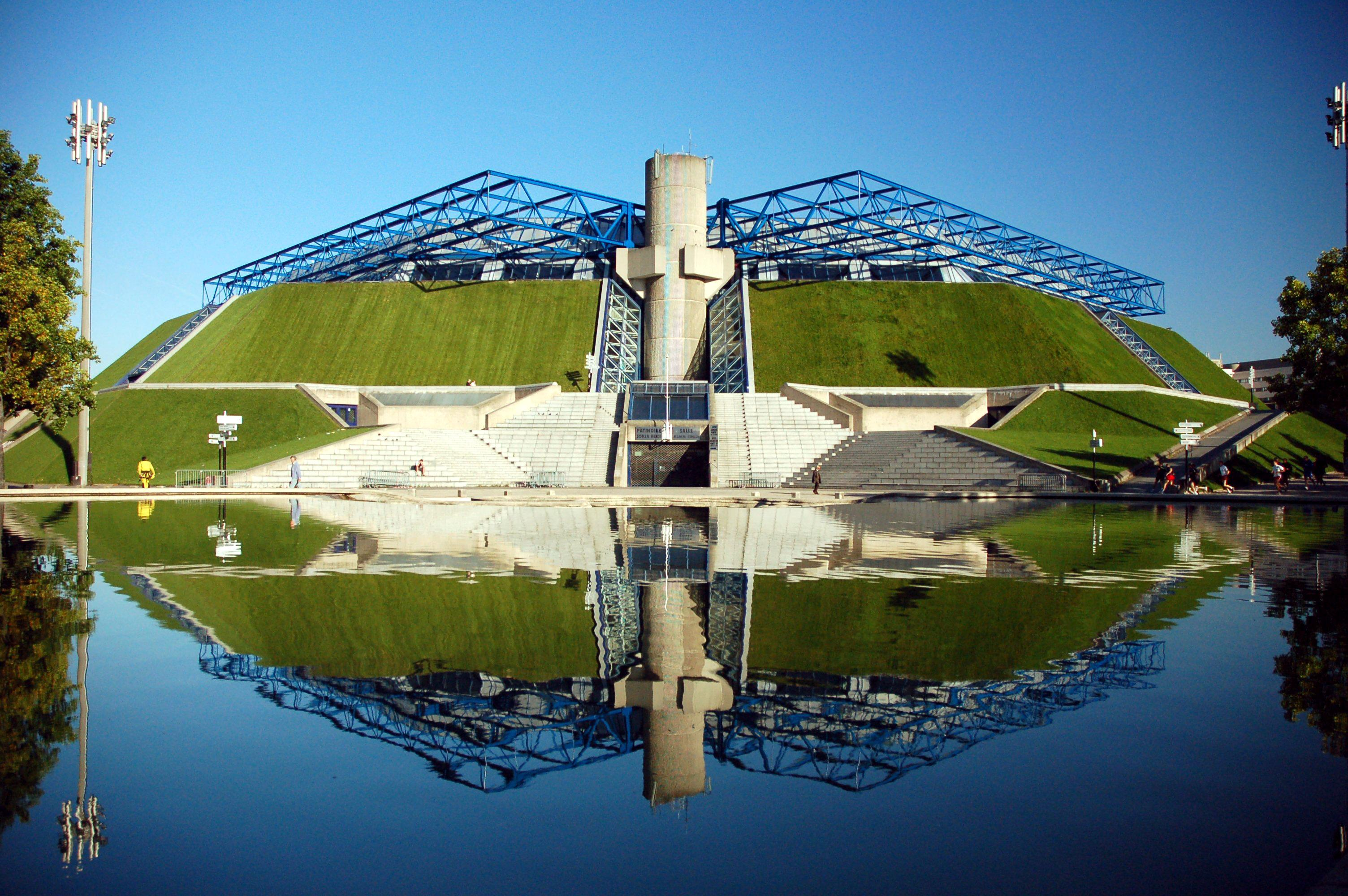
Le Bercy Arena en 2007.
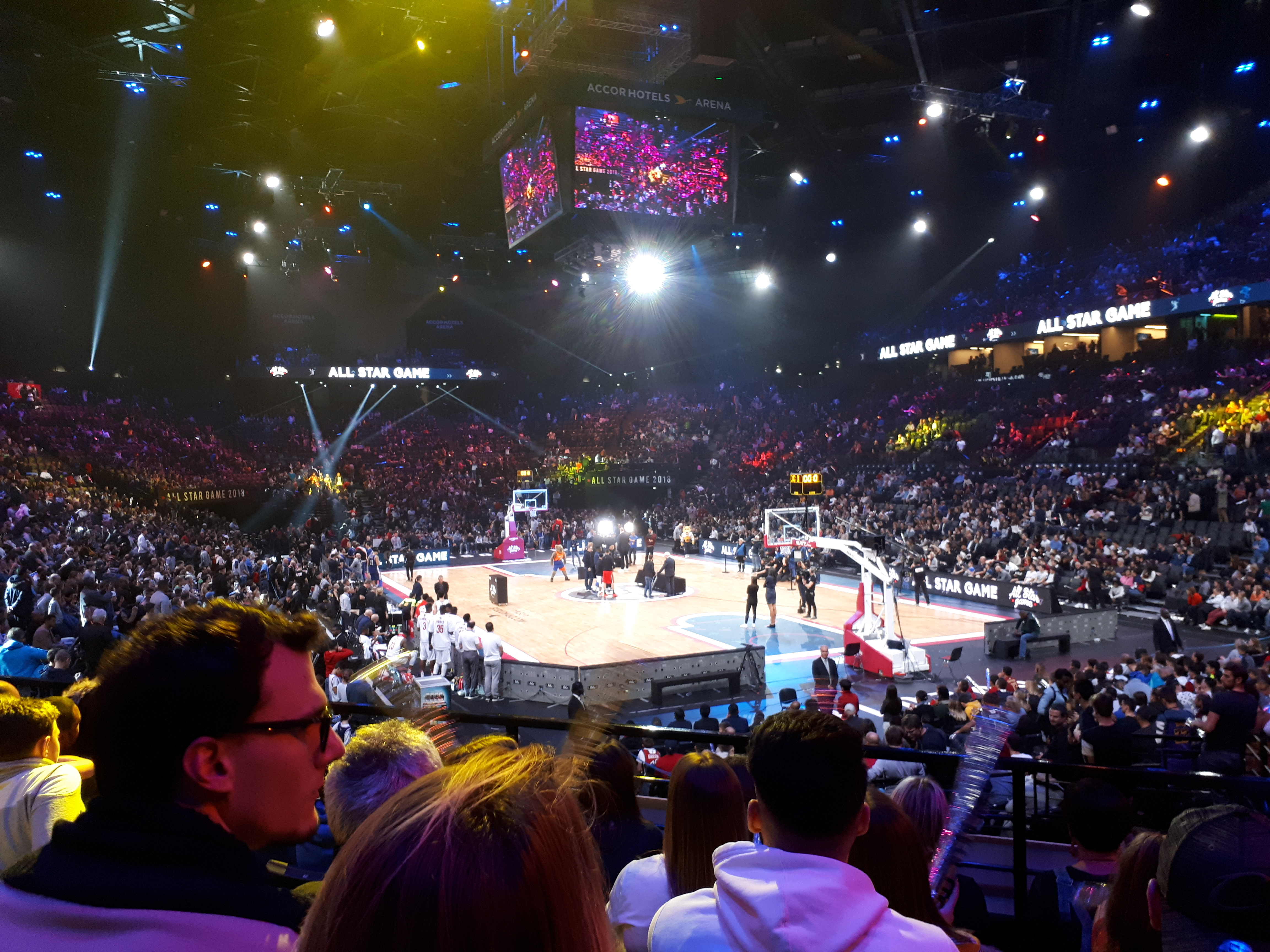
Du basket au POPB (All-Star Game LNB 2018).

### Calendrier
| - P : premiers tours - ¼ : quarts de finale - ½ : demi-finales - F : finales |

| Épreuve ↓ Date → | Sa 27 | Di 28 | Lu 29 | Ma 30 | Me 31 | Je 1er | Ve 2 | Sa 3 | Sa 3 | Di 4 | Di 4 | Lu 5 | Lu 5 | Ma 6 | Me 7 | Je 8 | Ve 9 | Sa 10 | Di 11 |
| ---------------- | ----- | ----- | ----- | ----- | ----- | ------ | ---- | ---- | ---- | ---- | ---- | ---- | ---- | ---- | ---- | ---- | ---- | ----- | ----- |
| Tournoi masculin | P     | P     |       | P     | P     |        | P    | P    | P    |      |      |      |      | ¼    |      | ½    |      | F     |       |

## Acteurs du tournoi

### Équipes qualifiées

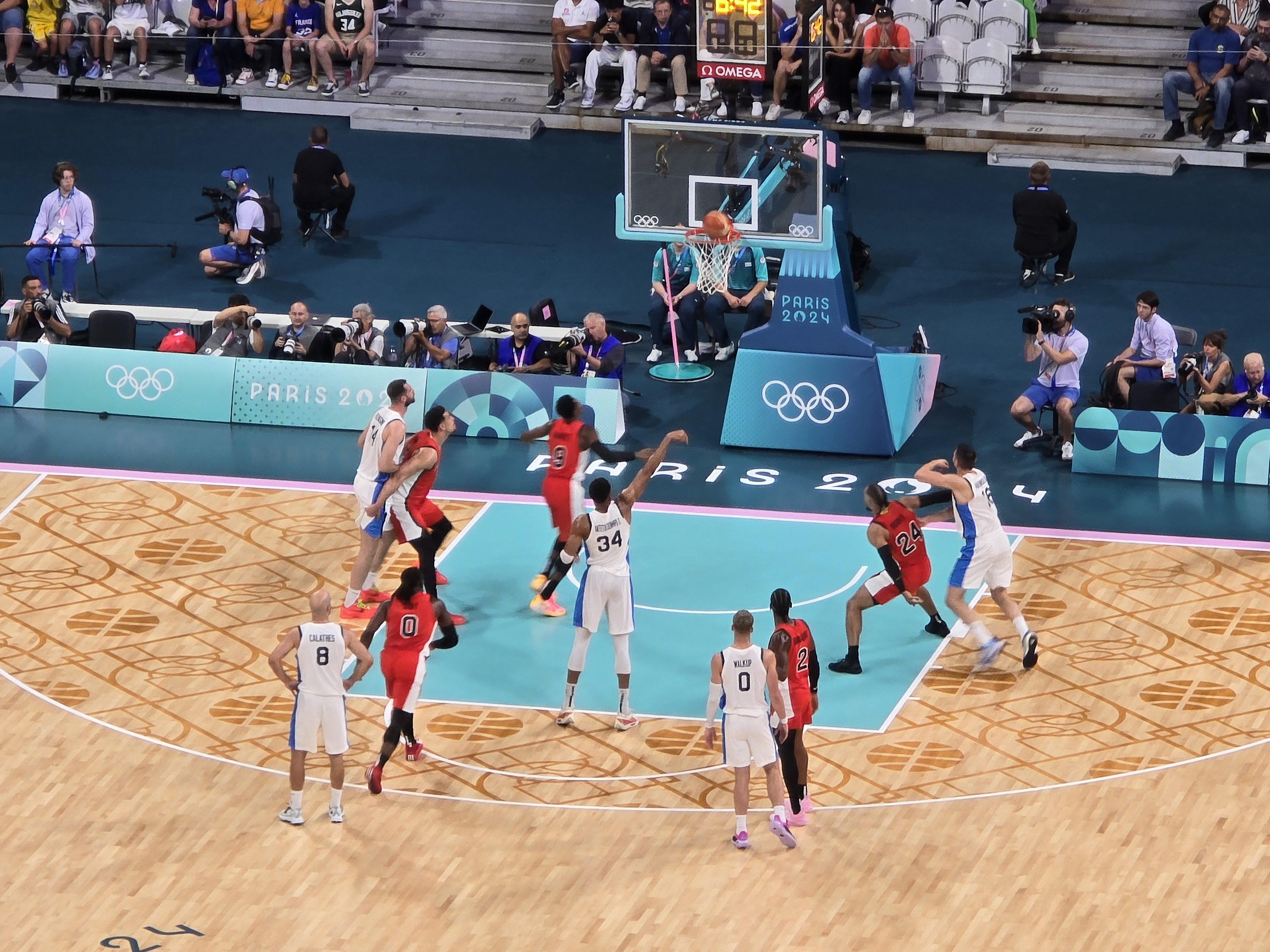
Giánnis Antetokoúnmpo au lancer-franc lors du match opposant la Grèce au Canada.

La France est qualifiée d'office en tant que pays organisateur.
La coupe du monde 2023 attribue 7 places aux équipes les mieux classées de chaque continent. Les 4 places restantes sont décernées à l'issue de tournois de qualification olympique. 
| Compétition                         | Compétition                         | Date                            | Lieu                        | Places | Qualifiés         |
| ----------------------------------- | ----------------------------------- | ------------------------------- | --------------------------- | ------ | ----------------- |
| Pays organisateur                   | Pays organisateur                   | -                               | -                           | 1      | France            |
| Coupe du monde 2023                 | Afrique                             | du 25 août au 10 septembre 2023 | Indonésie Japon Philippines | 1      | Soudan du Sud     |
| Coupe du monde 2023                 | Amériques                           | du 25 août au 10 septembre 2023 | Indonésie Japon Philippines | 2      | Canada États-Unis |
| Coupe du monde 2023                 | Asie                                | du 25 août au 10 septembre 2023 | Indonésie Japon Philippines | 1      | Japon             |
| Coupe du monde 2023                 | Europe                              | du 25 août au 10 septembre 2023 | Indonésie Japon Philippines | 2      | Allemagne Serbie  |
| Coupe du monde 2023                 | Océanie                             | du 25 août au 10 septembre 2023 | Indonésie Japon Philippines | 1      | Australie         |
| Tournois de qualification olympique | Tournois de qualification olympique | du 2 au 7 juillet 2024          | Valence                     | 1      | Espagne           |
| Tournois de qualification olympique | Tournois de qualification olympique | du 2 au 7 juillet 2024          | Riga                        | 1      | Brésil            |
| Tournois de qualification olympique | Tournois de qualification olympique | du 2 au 7 juillet 2024          | Le Pirée                    | 1      | Grèce             |
| Tournois de qualification olympique | Tournois de qualification olympique | du 2 au 7 juillet 2024          | San Juan                    | 1      | Porto Rico        |
| Total                               | Total                               | Total                           | Total                       | 12     |                   |

### Joueurs
Le tournoi masculin est un tournoi international sans aucune restriction d'âge. Chaque nation doit présenter une équipe de 12 joueurs tous titulaires, dont l'un peut être un joueur naturalisé. Les douze joueurs peuvent être présents sur chaque feuille de match.

### Tirage au sort
Le tirage au sort a eu lieu le 19 mars 2024 à Mies en Suisse, ; la FIBA a fait appel à Carmelo Anthony, ancien ailier des Knicks de New York et triple champion olympique en 2008, 2012 et 2016, pour réaliser le tirage.
Les quatre équipes issues du tournoi de qualification olympique (TQO) n'étaient pas encore connues.
- Chapeau 1 : États-Unis, vainqueur du TQO de Valence, Allemagne
- Chapeau 2 : Serbie, Australie, vainqueur du TQO de Riga
- Chapeau 3 : Canada, France, vainqueur du TQO de Porto Rico
- Chapeau 4 : vainqueur du TQO d’Athènes, Japon, Sud-Soudan

## Premier tour
Les résultats sont visible sur la page olympics.com en sélectionnant les dates.

### Format de la compétition
Les douze équipes qualifiées sont réparties en trois groupes de quatre. Chaque équipe marque deux points en cas de victoire, un point en cas de défaite et de défaite par défaut (l'équipe est réduite à deux joueurs sur le terrain) et zéro point en cas de forfait (impossibilité pour une équipe d'aligner cinq joueurs au départ du match).
Pour départager les équipes à la fin des matchs de poule, en cas d'égalité de points, le CIO a décidé d'appliquer les critères de la FIBA. Les équipes sont départagées suivant les critères suivants (dans l'ordre):
1. résultat des matchs particuliers ;
2. différence entre paniers marqués et encaissés entre les équipes concernées ;
3. différence entre paniers marqués et encaissés de tous les matchs joués ;
4. plus grand nombre de paniers marqués.

Les équipes terminant aux deux premières places de chaque groupe ainsi que les deux meilleures troisièmes sont qualifiées pour le tournoi final à élimination directe.
Légende
- Qualifié pour les quarts de finale
- Possiblement qualifié en tant que meilleurs troisièmes

### Groupe A

#### Classement
| Rang | Équipe    | Pts | J | G | P | Pp  | Pc  | Diff |
| ---- | --------- | --- | - | - | - | --- | --- | ---- |
| 1    | Canada    | 6   | 3 | 3 | 0 | 267 | 247 | 20   |
| 2    | Australie | 4   | 3 | 1 | 2 | 246 | 250 | -4   |
| 3    | Grèce     | 4   | 3 | 1 | 2 | 233 | 241 | -8   |
| 4    | Espagne   | 4   | 3 | 1 | 2 | 249 | 257 | -8   |

#### Matchs
| 27 juillet 11 h | Rapport | Australie                                                        | 92–80                               | Espagne                                                            |  | Stade Pierre-Mauroy, Lille Affluence : 26 991 Arbitres : Gatis Saliņš Omar Bermúdez Juan Fernández |
| 27 juillet 11 h | Rapport | Score par quart-temps : 31-21, 18-21, 20-18, 23-20               |                                     |                                                                    |  | Stade Pierre-Mauroy, Lille Affluence : 26 991 Arbitres : Gatis Saliņš Omar Bermúdez Juan Fernández |
| 27 juillet 11 h | Rapport | Score par mi-temps : 49-42, 43-38                                |                                     |                                                                    |  | Stade Pierre-Mauroy, Lille Affluence : 26 991 Arbitres : Gatis Saliņš Omar Bermúdez Juan Fernández |
| 27 juillet 11 h | Rapport | Jock Landale, 20 Jock Landale, 9 Josh Giddey, 8 Jock Landale, 28 | Points Rebonds Passes d. Évaluation | Santi Aldama, 27 Usman Garuba, 7 Lorenzo Brown, 7 Santi Aldama, 26 |  | Stade Pierre-Mauroy, Lille Affluence : 26 991 Arbitres : Gatis Saliņš Omar Bermúdez Juan Fernández |

| 27 juillet 21 h | Rapport | Grèce                                                                                  | 79–86                               | Canada                                                                                   |  | Stade Pierre-Mauroy, Lille Affluence : 26 421 Arbitres : Roberto Vázquez Johnny Batista Wojciech Liszk |
| 27 juillet 21 h | Rapport | Score par quart-temps : 22-26, 16-22, 22-20, 19-18                                     |                                     |                                                                                          |  | Stade Pierre-Mauroy, Lille Affluence : 26 421 Arbitres : Roberto Vázquez Johnny Batista Wojciech Liszk |
| 27 juillet 21 h | Rapport | Score par mi-temps : 38-48, 41-38                                                      |                                     |                                                                                          |  | Stade Pierre-Mauroy, Lille Affluence : 26 421 Arbitres : Roberto Vázquez Johnny Batista Wojciech Liszk |
| 27 juillet 21 h | Rapport | Giánnis Antetokoúnmpo, 34 Dinos Mitoglou, 8 Nick Calathes, 7 Giánnis Antetokoúnmpo, 31 | Points Rebonds Passes d. Évaluation | R. J. Barrett, 23 Kelly Olynyk, 6 Shai Gilgeous-Alexander, 7 Shai Gilgeous-Alexander, 28 |  | Stade Pierre-Mauroy, Lille Affluence : 26 421 Arbitres : Roberto Vázquez Johnny Batista Wojciech Liszk |

| 30 juillet 11 h | Rapport | Espagne                                                              | 84–77                               | Grèce                                                                                          |  | Stade Pierre-Mauroy, Lille Affluence : 26 980 Arbitres : Ademir Zurapović Mārtiņš Kozlovskis Julio Anaya |
| 30 juillet 11 h | Rapport | Score par quart-temps : 21-22, 28-13, 13-21, 22-21                   |                                     |                                                                                                |  | Stade Pierre-Mauroy, Lille Affluence : 26 980 Arbitres : Ademir Zurapović Mārtiņš Kozlovskis Julio Anaya |
| 30 juillet 11 h | Rapport | Score par mi-temps : 49-35, 35-42                                    |                                     |                                                                                                |  | Stade Pierre-Mauroy, Lille Affluence : 26 980 Arbitres : Ademir Zurapović Mārtiņš Kozlovskis Julio Anaya |
| 30 juillet 11 h | Rapport | Santi Aldama, 19 Santi Aldama, 12 Lorenzo Brown, 10 Santi Aldama, 25 | Points Rebonds Passes d. Évaluation | Giánnis Antetokoúnmpo, 27 Giánnis Antetokoúnmpo, 11 Nick Calathes, 7 Giánnis Antetokoúnmpo, 32 |  | Stade Pierre-Mauroy, Lille Affluence : 26 980 Arbitres : Ademir Zurapović Mārtiņš Kozlovskis Julio Anaya |

| 30 juillet 13 h 30 | Rapport | Canada                                                                  | 93–83                               | Australie                                                        |  | Stade Pierre-Mauroy, Lille Affluence : 26 980 Arbitres : Yohan Rosso Johnny Batista Takaki Kato |
| 30 juillet 13 h 30 | Rapport | Score par quart-temps : 26-28, 19-21, 27-21, 21-13                      |                                     |                                                                  |  | Stade Pierre-Mauroy, Lille Affluence : 26 980 Arbitres : Yohan Rosso Johnny Batista Takaki Kato |
| 30 juillet 13 h 30 | Rapport | Score par mi-temps : 45-49, 48-34                                       |                                     |                                                                  |  | Stade Pierre-Mauroy, Lille Affluence : 26 980 Arbitres : Yohan Rosso Johnny Batista Takaki Kato |
| 30 juillet 13 h 30 | Rapport | R. J. Barrett, 24 Dwight Powell, 9 Barrett, Murray, 5 R. J. Barrett, 28 | Points Rebonds Passes d. Évaluation | Josh Giddey, 19 Jock Landale, 12 Josh Giddey, 6 Jock Landale, 27 |  | Stade Pierre-Mauroy, Lille Affluence : 26 980 Arbitres : Yohan Rosso Johnny Batista Takaki Kato |

| 2 août 13 h 30 | Rapport | Australie                                                          | 71–77                               | Grèce                                                                                 |  | Stade Pierre-Mauroy, Lille Affluence : 26 850 Arbitres : Roberto Vázquez Mārtiņš Kozlovskis Johnny Batista |
| 2 août 13 h 30 | Rapport | Score par quart-temps : 24-25, 12-28, 14-9, 21-15                  |                                     |                                                                                       |  | Stade Pierre-Mauroy, Lille Affluence : 26 850 Arbitres : Roberto Vázquez Mārtiņš Kozlovskis Johnny Batista |
| 2 août 13 h 30 | Rapport | Score par mi-temps : 36-53, 35-24                                  |                                     |                                                                                       |  | Stade Pierre-Mauroy, Lille Affluence : 26 850 Arbitres : Roberto Vázquez Mārtiņš Kozlovskis Johnny Batista |
| 2 août 13 h 30 | Rapport | Jock Landale, 17 Josh Giddey, 11 Dyson Daniels, 8 Jock Landale, 19 | Points Rebonds Passes d. Évaluation | Giánnis Antetokoúnmpo, 20 Trois joueurs, 7 Nick Calathes, 8 Giánnis Antetokoúnmpo, 26 |  | Stade Pierre-Mauroy, Lille Affluence : 26 850 Arbitres : Roberto Vázquez Mārtiņš Kozlovskis Johnny Batista |

| 2 août 17 h 15 | Rapport | Canada                                                                            | 88–85                               | Espagne                                                               |  | Stade Pierre-Mauroy, Lille Affluence : 26 133 Arbitres : Ademir Zurapović Julio Anaya Gatis Saliņš |
| 2 août 17 h 15 | Rapport | Score par quart-temps : 19-19, 30-19, 15-18, 24-29                                |                                     |                                                                       |  | Stade Pierre-Mauroy, Lille Affluence : 26 133 Arbitres : Ademir Zurapović Julio Anaya Gatis Saliņš |
| 2 août 17 h 15 | Rapport | Score par mi-temps : 49-38, 39-47                                                 |                                     |                                                                       |  | Stade Pierre-Mauroy, Lille Affluence : 26 133 Arbitres : Ademir Zurapović Julio Anaya Gatis Saliņš |
| 2 août 17 h 15 | Rapport | Shai Gilgeous-Alexander, 20 Murray, Brooks, 4 Jamal Murray, 6 Andrew Nembhard, 19 | Points Rebonds Passes d. Évaluation | Darío Brizuela, 19 Santi Aldama, 11 Trois joueurs, 4 Santi Aldama, 17 |  | Stade Pierre-Mauroy, Lille Affluence : 26 133 Arbitres : Ademir Zurapović Julio Anaya Gatis Saliņš |

### Groupe B

#### Classement
| Rang | Équipe    | Pts | J | G | P | Pp  | Pc  | Diff |
| ---- | --------- | --- | - | - | - | --- | --- | ---- |
| 1    | Allemagne | 6   | 3 | 3 | 0 | 268 | 221 | 47   |
| 2    | France    | 5   | 3 | 2 | 1 | 243 | 241 | 2    |
| 3    | Brésil    | 4   | 3 | 1 | 2 | 241 | 248 | -7   |
| 4    | Japon     | 3   | 3 | 0 | 3 | 251 | 293 | -42  |

#### Matchs
| 27 juillet 13 h 30 | Rapport | Allemagne                                                             | 97–77                               | Japon                                                                    |  | Stade Pierre-Mauroy, Lille Affluence : 26 991 Arbitres : Antonio Conde Boris Krejić Amy Bonner |
| 27 juillet 13 h 30 | Rapport | Score par quart-temps : 28-21, 24-23, 22-17, 23-16                    |                                     |                                                                          |  | Stade Pierre-Mauroy, Lille Affluence : 26 991 Arbitres : Antonio Conde Boris Krejić Amy Bonner |
| 27 juillet 13 h 30 | Rapport | Score par mi-temps : 52-44, 45-33                                     |                                     |                                                                          |  | Stade Pierre-Mauroy, Lille Affluence : 26 991 Arbitres : Antonio Conde Boris Krejić Amy Bonner |
| 27 juillet 13 h 30 | Rapport | Franz Wagner, 22 Daniel Theis, 7 Dennis Schröder, 12 Daniel Theis, 25 | Points Rebonds Passes d. Évaluation | Rui Hachimura, 20 Josh Hawkinson, 11 Yuki Kawamura, 7 Josh Hawkinson, 24 |  | Stade Pierre-Mauroy, Lille Affluence : 26 991 Arbitres : Antonio Conde Boris Krejić Amy Bonner |

| 27 juillet 17 h 15 | Rapport | France                                                                            | 78–66                               | Brésil                                                                             |  | Stade Pierre-Mauroy, Lille Affluence : 26 766 Arbitres : Matthew Kallio Luis Castillo Carlos Peralta |
| 27 juillet 17 h 15 | Rapport | Score par quart-temps : 15-23, 24-13, 18-9, 21-21                                 |                                     |                                                                                    |  | Stade Pierre-Mauroy, Lille Affluence : 26 766 Arbitres : Matthew Kallio Luis Castillo Carlos Peralta |
| 27 juillet 17 h 15 | Rapport | Score par mi-temps : 39-36, 39-30                                                 |                                     |                                                                                    |  | Stade Pierre-Mauroy, Lille Affluence : 26 766 Arbitres : Matthew Kallio Luis Castillo Carlos Peralta |
| 27 juillet 17 h 15 | Rapport | Batum, Wembanyama, 19 Victor Wembanyama, 9 Andrew Albicy, 4 Victor Wembanyama, 25 | Points Rebonds Passes d. Évaluation | Felício, Meindl, 14 Cristiano Felício, 6 Yago dos Santos, 6 Marcelinho Huertas, 14 |  | Stade Pierre-Mauroy, Lille Affluence : 26 766 Arbitres : Matthew Kallio Luis Castillo Carlos Peralta |

| 30 juillet 17 h 15 | Rapport | Japon                                                                          | 90–94                               | France                                                                              | ap | Stade Pierre-Mauroy, Lille Affluence : 26 900 Arbitres : Matthew Kallio Wojciech Liszka Blanca Burns |
| 30 juillet 17 h 15 | Rapport | Score par quart-temps : 25-32, 19-17, 20-20, 20-15 ; prolongation : 6-10       |                                     |                                                                                     | ap | Stade Pierre-Mauroy, Lille Affluence : 26 900 Arbitres : Matthew Kallio Wojciech Liszka Blanca Burns |
| 30 juillet 17 h 15 | Rapport | Score par mi-temps : 44-49, 46-45                                              |                                     |                                                                                     | ap | Stade Pierre-Mauroy, Lille Affluence : 26 900 Arbitres : Matthew Kallio Wojciech Liszka Blanca Burns |
| 30 juillet 17 h 15 | Rapport | Yuki Kawamura, 29 Y. Watanabe, Hawkinson, 8 Yuki Kawamura, 6 Yuki Kawamura, 24 | Points Rebonds Passes d. Évaluation | Victor Wembanyama, 18 Rudy Gobert, 15 Fournier, Wembanyama, 6 Victor Wembanyama, 30 | ap | Stade Pierre-Mauroy, Lille Affluence : 26 900 Arbitres : Matthew Kallio Wojciech Liszka Blanca Burns |

| 30 juillet 21 h | Rapport | Brésil                                                                        | 73–86                               | Allemagne                                                                        |  | Stade Pierre-Mauroy, Lille Arbitres : Antonio Conde Omar Bermúdez Gatis Saliņš |
| 30 juillet 21 h | Rapport | Score par quart-temps : 10-22, 30-18, 11-20, 22-26                            |                                     |                                                                                  |  | Stade Pierre-Mauroy, Lille Arbitres : Antonio Conde Omar Bermúdez Gatis Saliņš |
| 30 juillet 21 h | Rapport | Score par mi-temps : 40-40, 33-46                                             |                                     |                                                                                  |  | Stade Pierre-Mauroy, Lille Arbitres : Antonio Conde Omar Bermúdez Gatis Saliņš |
| 30 juillet 21 h | Rapport | Yago dos Santos, 18 Léonardo Meindl, 6 Yago dos Santos, 8 Yago dos Santos, 22 | Points Rebonds Passes d. Évaluation | Dennis Schröder, 20 Johannes Voigtmann, 8 Dennis Schröder, 6 Dennis Schröder, 22 |  | Stade Pierre-Mauroy, Lille Arbitres : Antonio Conde Omar Bermúdez Gatis Saliņš |

| 2 août 11 h | Rapport | Japon                                                                      | 84–102                              | Brésil                                                                      |  | Stade Pierre-Mauroy, Lille Affluence : 26 850 Arbitres : Matthew Kallio Boris Krejić Wojciech Liszka |
| 2 août 11 h | Rapport | Score par quart-temps : 20-31, 24-24, 29-22, 11-25                         |                                     |                                                                             |  | Stade Pierre-Mauroy, Lille Affluence : 26 850 Arbitres : Matthew Kallio Boris Krejić Wojciech Liszka |
| 2 août 11 h | Rapport | Score par mi-temps : 44-55, 40-47                                          |                                     |                                                                             |  | Stade Pierre-Mauroy, Lille Affluence : 26 850 Arbitres : Matthew Kallio Boris Krejić Wojciech Liszka |
| 2 août 11 h | Rapport | Josh Hawkinson, 26 Josh Hawkinson, 10 Yuki Kawamura, 10 Josh Hawkinson, 32 | Points Rebonds Passes d. Évaluation | Bruno Caboclo, 33 Bruno Caboclo, 17 Marcelinho Huertas, 8 Bruno Caboclo, 43 |  | Stade Pierre-Mauroy, Lille Affluence : 26 850 Arbitres : Matthew Kallio Boris Krejić Wojciech Liszka |

| 2 août 21 h | Rapport | France                                                                             | 71–85                               | Allemagne                                                                      |  | Stade Pierre-Mauroy, Lille Affluence : 26 860 Arbitres : Antonio Conde Juan Fernández Andrés Bartel |
| 2 août 21 h | Rapport | Score par quart-temps : 18-24, 9-24, 19-21, 25-16                                  |                                     |                                                                                |  | Stade Pierre-Mauroy, Lille Affluence : 26 860 Arbitres : Antonio Conde Juan Fernández Andrés Bartel |
| 2 août 21 h | Rapport | Score par mi-temps : 27-48, 44-37                                                  |                                     |                                                                                |  | Stade Pierre-Mauroy, Lille Affluence : 26 860 Arbitres : Antonio Conde Juan Fernández Andrés Bartel |
| 2 août 21 h | Rapport | Victor Wembanyama, 14 Victor Wembanyama, 12 Nicolas Batum, 3 Victor Wembanyama, 21 | Points Rebonds Passes d. Évaluation | Schröder, F. Wagner, 26 Daniel Theis, 8 Dennis Schröder, 9 Dennis Schröder, 29 |  | Stade Pierre-Mauroy, Lille Affluence : 26 860 Arbitres : Antonio Conde Juan Fernández Andrés Bartel |

### Groupe C

#### Classement
| Rang | Équipe        | Pts | J | G | P | Pp  | Pc  | Diff |
| ---- | ------------- | --- | - | - | - | --- | --- | ---- |
| 1    | États-Unis    | 6   | 3 | 3 | 0 | 317 | 253 | 64   |
| 2    | Serbie        | 5   | 3 | 2 | 1 | 287 | 261 | 26   |
| 3    | Soudan du Sud | 4   | 3 | 1 | 2 | 261 | 278 | -17  |
| 4    | Porto Rico    | 3   | 3 | 0 | 3 | 228 | 301 | -73  |

#### Matchs
| 28 juillet 11 h | Rapport | Soudan du Sud                                                       | 90–79                               | Porto Rico                                                                 |  | Stade Pierre-Mauroy, Lille Affluence : 27 021 Arbitres : Ademir Zurapović Takaki Kato Martin Vulić |
| 28 juillet 11 h | Rapport | Score par quart-temps : 20-28, 28-26, 23-15, 19-10                  |                                     |                                                                            |  | Stade Pierre-Mauroy, Lille Affluence : 27 021 Arbitres : Ademir Zurapović Takaki Kato Martin Vulić |
| 28 juillet 11 h | Rapport | Score par mi-temps : 48-54, 42-25                                   |                                     |                                                                            |  | Stade Pierre-Mauroy, Lille Affluence : 27 021 Arbitres : Ademir Zurapović Takaki Kato Martin Vulić |
| 28 juillet 11 h | Rapport | Carlik Jones, 19 Wenyen Gabriel, 9 Carlik Jones, 6 Carlik Jones, 22 | Points Rebonds Passes d. Évaluation | Jose Alvarado, 26 Conditt IV, Romero, 6 Jose Alvarado, 5 Jose Alvarado, 25 |  | Stade Pierre-Mauroy, Lille Affluence : 27 021 Arbitres : Ademir Zurapović Takaki Kato Martin Vulić |

| 28 juillet 17 h 15 | Rapport | Serbie                                                                 | 84–110                              | États-Unis                                                         |  | Stade Pierre-Mauroy, Lille Affluence : 27 328 Arbitres : Yohan Rosso Julio Anaya Mārtiņš Kozlovskis |
| 28 juillet 17 h 15 | Rapport | Score par quart-temps : 20-25, 29-33, 16-26, 19-26                     |                                     |                                                                    |  | Stade Pierre-Mauroy, Lille Affluence : 27 328 Arbitres : Yohan Rosso Julio Anaya Mārtiņš Kozlovskis |
| 28 juillet 17 h 15 | Rapport | Score par mi-temps : 49-58, 35-52                                      |                                     |                                                                    |  | Stade Pierre-Mauroy, Lille Affluence : 27 328 Arbitres : Yohan Rosso Julio Anaya Mārtiņš Kozlovskis |
| 28 juillet 17 h 15 | Rapport | Nikola Jokić, 20 Bogdan Bogdanović, 6 Nikola Jokić, 8 Nikola Jokić, 25 | Points Rebonds Passes d. Évaluation | Kevin Durant, 23 Anthony Davis, 8 LeBron James, 9 LeBron James, 28 |  | Stade Pierre-Mauroy, Lille Affluence : 27 328 Arbitres : Yohan Rosso Julio Anaya Mārtiņš Kozlovskis |

| 31 juillet 17 h 15 | Rapport | Porto Rico                                                                       | 66–107                              | Serbie                                                               |  | Stade Pierre-Mauroy, Lille Affluence : 17 882 Arbitres : Julio Anaya Juan Fernández Boris Krejić |
| 31 juillet 17 h 15 | Rapport | Score par quart-temps : 12-24, 23-28, 16-27, 15-28                               |                                     |                                                                      |  | Stade Pierre-Mauroy, Lille Affluence : 17 882 Arbitres : Julio Anaya Juan Fernández Boris Krejić |
| 31 juillet 17 h 15 | Rapport | Score par mi-temps : 35-52, 31-55                                                |                                     |                                                                      |  | Stade Pierre-Mauroy, Lille Affluence : 17 882 Arbitres : Julio Anaya Juan Fernández Boris Krejić |
| 31 juillet 17 h 15 | Rapport | Christopher Ortiz, 19 Christopher Ortiz, 6 Reed, Waters, 3 Christopher Ortiz, 18 | Points Rebonds Passes d. Évaluation | Filip Petrušev, 15 Nikola Jokić, 15 Nikola Jokić, 9 Nikola Jokić, 34 |  | Stade Pierre-Mauroy, Lille Affluence : 17 882 Arbitres : Julio Anaya Juan Fernández Boris Krejić |

| 31 juillet 21 h | Rapport | États-Unis                                                       | 103–86                              | Soudan du Sud                                                  |  | Stade Pierre-Mauroy, Lille Affluence : 27 056 Arbitres : Antonio Conde Mārtiņš Kozlovskis Takaki Kato |
| 31 juillet 21 h | Rapport | Score par quart-temps : 26-14, 29-22, 18-21, 30-29               |                                     |                                                                |  | Stade Pierre-Mauroy, Lille Affluence : 27 056 Arbitres : Antonio Conde Mārtiņš Kozlovskis Takaki Kato |
| 31 juillet 21 h | Rapport | Score par mi-temps : 55-36, 48-50                                |                                     |                                                                |  | Stade Pierre-Mauroy, Lille Affluence : 27 056 Arbitres : Antonio Conde Mārtiņš Kozlovskis Takaki Kato |
| 31 juillet 21 h | Rapport | Bam Adebayo, 18 Trois joueurs, 7 Devin Booker, 6 Bam Adebayo, 25 | Points Rebonds Passes d. Évaluation | Nuni Omot, 24 Wenyen Gabriel, 10 Carlik Jones, 7 Nuni Omot, 25 |  | Stade Pierre-Mauroy, Lille Affluence : 27 056 Arbitres : Antonio Conde Mārtiņš Kozlovskis Takaki Kato |

| 3 août 17 h 15 | Rapport | Porto Rico                                                                 | 83–104                              | États-Unis                                                               |  | Stade Pierre-Mauroy, Lille Affluence : 27 244 Arbitres : Julio Anaya Gatis Saliņš Martin Vulić |
| 3 août 17 h 15 | Rapport | Score par quart-temps : 29-25, 16-39, 14-23, 24-17                         |                                     |                                                                          |  | Stade Pierre-Mauroy, Lille Affluence : 27 244 Arbitres : Julio Anaya Gatis Saliņš Martin Vulić |
| 3 août 17 h 15 | Rapport | Score par mi-temps : 45-64, 38-40                                          |                                     |                                                                          |  | Stade Pierre-Mauroy, Lille Affluence : 27 244 Arbitres : Julio Anaya Gatis Saliņš Martin Vulić |
| 3 août 17 h 15 | Rapport | Jose Alvarado, 18 Ismael Romero, 10 George Conditt IV, 5 Ismael Romero, 20 | Points Rebonds Passes d. Évaluation | Anthony Edwards, 26 Jayson Tatum, 10 LeBron James, 8 Anthony Edwards, 25 |  | Stade Pierre-Mauroy, Lille Affluence : 27 244 Arbitres : Julio Anaya Gatis Saliņš Martin Vulić |

| 3 août 21 h | Rapport | Serbie                                                                            | 96–85                               | Soudan du Sud                                                         |  | Stade Pierre-Mauroy, Lille Affluence : 20 916 Arbitres : Ademir Zurapović Yohan Rosso Juan Fernández |
| 3 août 21 h | Rapport | Score par quart-temps : 23-22, 24-22, 25-23, 24-18                                |                                     |                                                                       |  | Stade Pierre-Mauroy, Lille Affluence : 20 916 Arbitres : Ademir Zurapović Yohan Rosso Juan Fernández |
| 3 août 21 h | Rapport | Score par mi-temps : 47-44, 49-41                                                 |                                     |                                                                       |  | Stade Pierre-Mauroy, Lille Affluence : 20 916 Arbitres : Ademir Zurapović Yohan Rosso Juan Fernández |
| 3 août 21 h | Rapport | Bogdan Bogdanović, 30 Nikola Jokić, 13 Bogdan Bogdanović, 8 Bogdan Bogdanović, 36 | Points Rebonds Passes d. Évaluation | Jones, Shayok, 17 Wenyen Gabriel, 8 Carlik Jones, 10 Carlik Jones, 21 |  | Stade Pierre-Mauroy, Lille Affluence : 20 916 Arbitres : Ademir Zurapović Yohan Rosso Juan Fernández |

### Classement des troisièmes
| Rang | Équipe        | Pts | J | G | P | Pp  | Pc  | Diff |
| ---- | ------------- | --- | - | - | - | --- | --- | ---- |
| 1    | Brésil        | 4   | 3 | 1 | 2 | 241 | 248 | -7   |
| 2    | Grèce         | 4   | 3 | 1 | 2 | 233 | 241 | -8   |
| 3    | Soudan du Sud | 4   | 3 | 1 | 2 | 261 | 278 | -17  |

## Phase finale
Un tirage au sort, effectué après la dernière rencontre de la phase de poule, détermine le tableau de la phase finale. Les équipes qualifiées sont classées de la 1re à la 8e place selon leurs résultats acquis lors de la phase de groupe puis réparties en quatre chapeaux :
- le chapeau D comprend les équipes classées 1re et 2e ;
- le chapeau E comprend les équipes classées 3e et 4e ;
- le chapeau F comprend les équipes classées 5e et 6e ;
- le chapeau G comprend les équipes classées 7e et 8e.

Le tirage au sort suit les principes suivants :
- chaque équipe du chapeau D est tirée avec une équipe du chapeau G, chacune du chapeau E avec une du chapeau F ;
- deux équipes qui se sont affrontées lors de la phase de groupe ne peuvent s’affronter en quarts de finale.

| Rang | Équipe     | Pts | J | G | N | P | Bp  | Bc  | Diff | Qualification |
| ---- | ---------- | --- | - | - | - | - | --- | --- | ---- | ------------- |
| 1    | États-Unis | 6   | 3 | 3 | 0 | 0 | 317 | 253 | +64  | Chapeau D     |
| 2    | Allemagne  | 6   | 3 | 3 | 0 | 0 | 268 | 221 | +47  | Chapeau D     |
|      |            |     |   |   |   |   |     |     |      |               |
| 3    | Canada     | 6   | 3 | 3 | 0 | 0 | 267 | 247 | +20  | Chapeau E     |
| 4    | Serbie     | 5   | 3 | 2 | 0 | 1 | 287 | 261 | +26  | Chapeau E     |
|      |            |     |   |   |   |   |     |     |      |               |
| 5    | France     | 5   | 3 | 2 | 0 | 1 | 243 | 241 | +2   | Chapeau F     |
| 6    | Australie  | 4   | 3 | 1 | 0 | 2 | 246 | 250 | −4   | Chapeau F     |
|      |            |     |   |   |   |   |     |     |      |               |
| 7    | Brésil     | 4   | 3 | 1 | 0 | 2 | 241 | 248 | −7   | Chapeau G     |
| 8    | Grèce      | 4   | 3 | 1 | 0 | 2 | 233 | 241 | −8   | Chapeau G     |

### Tableau
|  | Quarts de finale | Quarts de finale |            |           | Demi-finale            | Demi-finale            |    |  | Finale  | Finale  |
|  | Quarts de finale | Quarts de finale |            |           | Demi-finale            | Demi-finale            |    |  | Finale  | Finale  |
|  |                  |                  |            |           |                        |                        |    |  |         |         |
|  | 6 août           | 6 août           |            |           | 8 août                 | 8 août                 |    |  | 10 août | 10 août |
|  | 6 août           | 6 août           |            |           | 8 août                 | 8 août                 |    |  | 10 août | 10 août |
|  | France           | 82               |            |           | 8 août                 | 8 août                 |    |  | 10 août | 10 août |
|  | France           | 82               |            |           | 8 août                 | 8 août                 |    |  | 10 août | 10 août |
|  | Canada           | 73               |            |           | 8 août                 | 8 août                 |    |  | 10 août | 10 août |
|  | Canada           | 73               | France     | 73        |                        |                        |    |  | 10 août | 10 août |
|  | 6 août           |                  | France     | 73        |                        |                        |    |  | 10 août | 10 août |
|  |                  | Allemagne        | 69         |           |                        |                        |    |  | 10 août | 10 août |
|  | Allemagne        | Allemagne        | 69         | 76        |                        |                        |    |  | 10 août | 10 août |
|  | Allemagne        |                  |            | 76        |                        |                        |    |  | 10 août | 10 août |
|  | Grèce            | 63               |            |           |                        |                        |    |  | 10 août | 10 août |
|  | Grèce            | 63               | France     | 87        |                        |                        |    |  |         |         |
|  | 6 août           |                  | France     | 87        |                        |                        |    |  |         |         |
|  |                  | États-Unis       | 98         |           |                        |                        |    |  |         |         |
|  | Brésil           | États-Unis       | 98         | 87        |                        |                        |    |  |         |         |
|  | Brésil           | 8 août           |            | 87        |                        |                        |    |  |         |         |
|  | États-Unis       | 122              |            |           |                        |                        |    |  |         |         |
|  | États-Unis       | 122              | États-Unis | 95        |                        |                        |    |  |         |         |
|  | 6 août           | 6 août           | États-Unis | 95        | Match pour la 3e place | Match pour la 3e place |    |  |         |         |
|  | 6 août           | 6 août           |            | Serbie    | Match pour la 3e place | Match pour la 3e place | 91 |  |         |         |
|  | Serbie           | 95 ap            | 10 août    | 10 août   |                        |                        | 91 |  |         |         |
|  | Serbie           | 95 ap            | 10 août    | 10 août   |                        |                        |    |  |         |         |
|  | Australie        | 90               |            | Allemagne | 83                     |                        |    |  |         |         |
|  | Australie        | 90               |            | Allemagne | 83                     |                        |    |  |         |         |
|  |                  |                  |            |           |                        |                        |    |  | Serbie  | 93      |
|  |                  |                  |            |           |                        |                        |    |  | Serbie  | 93      |

### Quarts de finale
| 6 août 2024 11 h | Rapport | Allemagne                                                             | 76–63                               | Grèce                                                                                               |  | Bercy Arena, Paris Affluence : 12 288 Arbitres : Roberto Vázquez Mārtiņš Kozlovskis Johnny Batista |
| 6 août 2024 11 h | Rapport | Score par quart-temps : 11-21, 25-15, 23-16, 17-11                    |                                     | |  | Bercy Arena, Paris Affluence : 12 288 Arbitres : Roberto Vázquez Mārtiņš Kozlovskis Johnny Batista |
| 6 août 2024 11 h | Rapport | Score par mi-temps : 36-36, 40-27                                     |                                     | |  | Bercy Arena, Paris Affluence : 12 288 Arbitres : Roberto Vázquez Mārtiņš Kozlovskis Johnny Batista |
| 6 août 2024 11 h | Rapport | Franz Wagner, 18 Daniel Theis, 8 Dennis Schröder, 8 Trois joueurs, 14 | Points Rebonds Passes d. Évaluation | Giánnis Antetokoúnmpo, 22 Kóstas Papanikoláou, 8 Giánnis Antetokoúnmpo, 3 Giánnis Antetokoúnmpo, 17 |  | Bercy Arena, Paris Affluence : 12 288 Arbitres : Roberto Vázquez Mārtiņš Kozlovskis Johnny Batista |

| 6 août 2024 14 h 30 | Rapport | Serbie                                                                   | 95–90                               | Australie                                                        | ap | Bercy Arena, Paris Affluence : 12 317 Arbitres : Yohan Rosso Julio Anaya Wojciech Liszka |
| 6 août 2024 14 h 30 | Rapport | Score par quart-temps : 17-31, 25-23, 25-11, 15-17 ; prolongation : 13-8 |                                     |                                                                  | ap | Bercy Arena, Paris Affluence : 12 317 Arbitres : Yohan Rosso Julio Anaya Wojciech Liszka |
| 6 août 2024 14 h 30 | Rapport | Score par mi-temps : 42-54, 53-36                                        |                                     |                                                                  | ap | Bercy Arena, Paris Affluence : 12 317 Arbitres : Yohan Rosso Julio Anaya Wojciech Liszka |
| 6 août 2024 14 h 30 | Rapport | Nikola Jokić, 21 Nikola Jokić, 14 Nikola Jokić, 8 Nikola Jokić, 35       | Points Rebonds Passes d. Évaluation | Patty Mills, 26 Landale, Magnay, 6 Dante Exum, 5 Josh Giddey, 18 | ap | Bercy Arena, Paris Affluence : 12 317 Arbitres : Yohan Rosso Julio Anaya Wojciech Liszka |

| 6 août 2024 18 h | Rapport | France                                                                                    | 82–73                               | Canada                                                                                              |  | Bercy Arena, Paris Affluence : 12 258 Arbitres : Ademir Zurapović Omar Bermúdez Gatis Saliņš |
| 6 août 2024 18 h | Rapport | Score par quart-temps : 23-10, 22-19, 16-21, 21-23                                        |                                     | |  | Bercy Arena, Paris Affluence : 12 258 Arbitres : Ademir Zurapović Omar Bermúdez Gatis Saliņš |
| 6 août 2024 18 h | Rapport | Score par mi-temps : 45-29, 37-44                                                         |                                     | |  | Bercy Arena, Paris Affluence : 12 258 Arbitres : Ademir Zurapović Omar Bermúdez Gatis Saliņš |
| 6 août 2024 18 h | Rapport | Guerschon Yabusele, 22 Victor Wembanyama, 12 Victor Wembanyama, 5 Yabusele, Cordinier, 22 | Points Rebonds Passes d. Évaluation | Shai Gilgeous-Alexander, 27 Dwight Powell, 9 Shai Gilgeous-Alexander, 4 Shai Gilgeous-Alexander, 23 |  | Bercy Arena, Paris Affluence : 12 258 Arbitres : Ademir Zurapović Omar Bermúdez Gatis Saliņš |

| 6 août 2024 21 h 30 | Rapport | Brésil                                                                       | 87–122                              | États-Unis                                                          |  | Bercy Arena, Paris Affluence : 12 364 Arbitres : Antonio Conde Luis Castillo Yevgeniy Mikheyev |
| 6 août 2024 21 h 30 | Rapport | Score par quart-temps : 21-33, 15-30, 35-31, 16-28                           |                                     |                                                                     |  | Bercy Arena, Paris Affluence : 12 364 Arbitres : Antonio Conde Luis Castillo Yevgeniy Mikheyev |
| 6 août 2024 21 h 30 | Rapport | Score par mi-temps : 36-63, 51-59                                            |                                     |                                                                     |  | Bercy Arena, Paris Affluence : 12 364 Arbitres : Antonio Conde Luis Castillo Yevgeniy Mikheyev |
| 6 août 2024 21 h 30 | Rapport | Bruno Caboclo, 30 Georginho de Paula, 8 Léonardo Meindl, 7 Bruno Caboclo, 29 | Points Rebonds Passes d. Évaluation | Devin Booker, 18 Anthony Davis, 8 LeBron James, 9 Anthony Davis, 23 |  | Bercy Arena, Paris Affluence : 12 364 Arbitres : Antonio Conde Luis Castillo Yevgeniy Mikheyev |

### Demi-finales
| 8 août 2024 17 h 30 | Rapport | France                                                                              | 73–69                               | Allemagne                                                             |  | Bercy Arena, Paris Affluence : 12 454 Arbitres : Antonio Conde Boris Krejić Wojciech Liszka |
| 8 août 2024 17 h 30 | Rapport | Score par quart-temps : 18-25, 15-8, 23-17, 17-19                                   |                                     |                                                                       |  | Bercy Arena, Paris Affluence : 12 454 Arbitres : Antonio Conde Boris Krejić Wojciech Liszka |
| 8 août 2024 17 h 30 | Rapport | Score par mi-temps : 33-33, 40-36                                                   |                                     |                                                                       |  | Bercy Arena, Paris Affluence : 12 454 Arbitres : Antonio Conde Boris Krejić Wojciech Liszka |
| 8 août 2024 17 h 30 | Rapport | Guerschon Yabusele, 17 Trois joueurs, 7 Victor Wembanyama, 4 Guerschon Yabusele, 21 | Points Rebonds Passes d. Évaluation | Dennis Schröder, 18 Daniel Theis, 11 Daniel Theis, 6 Daniel Theis, 19 |  | Bercy Arena, Paris Affluence : 12 454 Arbitres : Antonio Conde Boris Krejić Wojciech Liszka |

| 8 août 2024 21 h | Rapport | États-Unis                                                            | 95–91                               | Serbie                                                                   |  | Bercy Arena, Paris Affluence : 12 213 Arbitres : Ademir Zurapović Julio Anaya Mārtiņš Kozlovskis |
| 8 août 2024 21 h | Rapport | Score par quart-temps : 23-31, 20-23, 20-22, 32-15                    |                                     |                                                                          |  | Bercy Arena, Paris Affluence : 12 213 Arbitres : Ademir Zurapović Julio Anaya Mārtiņš Kozlovskis |
| 8 août 2024 21 h | Rapport | Score par mi-temps : 43-54, 52-37                                     |                                     |                                                                          |  | Bercy Arena, Paris Affluence : 12 213 Arbitres : Ademir Zurapović Julio Anaya Mārtiņš Kozlovskis |
| 8 août 2024 21 h | Rapport | Stephen Curry, 36 LeBron James, 12 LeBron James, 10 Stephen Curry, 38 | Points Rebonds Passes d. Évaluation | Bogdan Bogdanović, 20 Trois joueurs, 5 Nikola Jokić, 11 Nikola Jokić, 22 |  | Bercy Arena, Paris Affluence : 12 213 Arbitres : Ademir Zurapović Julio Anaya Mārtiņš Kozlovskis |

### Troisième place
| 10 août 2024 11 h | Rapport | Allemagne                                                                  | 83–93                               | Serbie                                                              |  | Bercy Arena, Paris Affluence : 12 406 Arbitres : Matthew Kallio Yohan Rosso Johnny Batista |
| 10 août 2024 11 h | Rapport | Score par quart-temps : 21-30, 17-16, 25-26, 20-21                         |                                     |                                                                     |  | Bercy Arena, Paris Affluence : 12 406 Arbitres : Matthew Kallio Yohan Rosso Johnny Batista |
| 10 août 2024 11 h | Rapport | Score par mi-temps : 38-46, 45-47                                          |                                     |                                                                     |  | Bercy Arena, Paris Affluence : 12 406 Arbitres : Matthew Kallio Yohan Rosso Johnny Batista |
| 10 août 2024 11 h | Rapport | Franz Wagner, 18 Franz Wagner, 9 Schröder, Weiler-Babb, 6 Franz Wagner, 22 | Points Rebonds Passes d. Évaluation | Jokić, Micić, 19 Nikola Jokić, 12 Nikola Jokić, 11 Nikola Jokić, 36 |  | Bercy Arena, Paris Affluence : 12 406 Arbitres : Matthew Kallio Yohan Rosso Johnny Batista |

### Finale
| 10 août 2024 21 h 30 | Rapport | France                                                                        | 87–98                               | États-Unis                                                            |  | Bercy Arena, Paris Affluence : 12 121 Arbitres : Antonio Conde Julio Anaya Wojciech Liszka |
| 10 août 2024 21 h 30 | Rapport | Score par quart-temps : 15-20, 26-29, 25-23, 21-26                            |                                     |                                                                       |  | Bercy Arena, Paris Affluence : 12 121 Arbitres : Antonio Conde Julio Anaya Wojciech Liszka |
| 10 août 2024 21 h 30 | Rapport | Score par mi-temps : 41-49, 46-49                                             |                                     |                                                                       |  | Bercy Arena, Paris Affluence : 12 121 Arbitres : Antonio Conde Julio Anaya Wojciech Liszka |
| 10 août 2024 21 h 30 | Rapport | Victor Wembanyama, 26 Nicolas Batum, 8 Nicolas Batum, 4 Victor Wembanyama, 25 | Points Rebonds Passes d. Évaluation | Stephen Curry, 24 Anthony Davis, 10 LeBron James, 10 LeBron James, 24 |  | Bercy Arena, Paris Affluence : 12 121 Arbitres : Antonio Conde Julio Anaya Wojciech Liszka |

## Statistiques et récompenses

### Classements
| Rang | Équipe        | J | V | D | PP  | PC  | Diff | Pts | Statut                        |
| ---- | ------------- | - | - | - | --- | --- | ---- | --- | ----------------------------- |
| 1    | États-Unis    | 6 | 6 | 0 | 632 | 518 | +114 | 12  | Vainqueur de la finale        |
| 2    | France        | 6 | 4 | 2 | 485 | 481 | +4   | 10  | Perdant de la finale          |
| 3    | Serbie        | 6 | 4 | 2 | 566 | 529 | +37  | 10  | Vainqueur de la petite finale |
| 4    | Allemagne     | 6 | 4 | 2 | 496 | 450 | +46  | 10  | Perdant de la petite finale   |
| 5    | Canada        | 4 | 3 | 1 | 340 | 329 | +11  | 7   | Éliminé en quart de finale    |
| 6    | Australie     | 4 | 1 | 3 | 336 | 345 | -9   | 5   | Éliminé en quart de finale    |
| 7    | Brésil        | 4 | 1 | 3 | 328 | 370 | -42  | 5   | Éliminé en quart de finale    |
| 8    | Grèce         | 4 | 1 | 3 | 296 | 317 | -21  | 5   | Éliminé en quart de finale    |
| 9    | Soudan du Sud | 3 | 1 | 2 | 261 | 278 | -17  | 4   | Moins bon 3e de groupe        |
| 10   | Espagne       | 3 | 1 | 2 | 249 | 257 | -8   | 4   | 4e de groupe                  |
| 11   | Japon         | 3 | 0 | 3 | 251 | 293 | -42  | 3   | 4e de groupe                  |
| 12   | Porto Rico    | 3 | 0 | 3 | 228 | 301 | -73  | 3   | 4e de groupe                  |

### Récompenses
Les récompenses ont été annoncées par la FIBA le 10 août 2024, juste après la fin du tournoi.
Équipes-types du tournoi
| FIBA All-Star Five                        | FIBA All-Star Five                                    | FIBA All-Star Five                                    |
| Arrières                                  | Ailiers                                               | Intérieurs                                            |
| ----------------------------------------- | ----------------------------------------------------- | ----------------------------------------------------- |
| Stephen Curry Dennis Schröder             | LeBron James                                          | Nikola Jokić Victor Wembanyama                        |
| FIBA All-Second Team                      |                                                       |                                                       |
| Arrières                                  | Ailiers                                               | Ailiers                                               |
| Bogdan Bogdanović Shai Gilgeous-Alexander | Giánnis Antetokoúnmpo Franz Wagner Guerschon Yabusele | Giánnis Antetokoúnmpo Franz Wagner Guerschon Yabusele |

Récompenses individuelles
| Meilleur joueur | Meilleur défenseur | Rising Star       | Meilleur entraîneur |
| --------------- | ------------------ | ----------------- | ------------------- |
| LeBron James    | Aleksa Avramović   | Victor Wembanyama | Vincent Collet      |